# Апостол Грежов
Апостол Димитров Грежов е български и революционер, член на Задграничното представителство на Вътрешната македоно-одринска революционна организация.

## Биография
Грежов е роден в 1861 година в костурското село Дъмбени, тогава в Османската империя, днес в Гърция. Учи в Солунската българска мъжка гимназия и в 1883 година като ученик атестира костурското българско училище. В 1888 – 1889 година е главен учител в костурското училище, което в предходната учебна година е затворено. В 1890 – 1891 е учител в село Смърдеш.
Участва в българската просветна и църковна борба срещу елинизма в родния си край. Грежов е един от първите дейци на ВМОРО в района.
В 1903 година по време на Илинденско-Преображенското въстание е центрови войвода. През 1904 година участва във Временния комитет на Сарафов. В 1908 година на Кюстендилския конгрес е избран за член на Представителното тяло на Централния комитет.
Участва като делегат от Костурското благотворително братство в обединителния конгрес на Македонската федеративна организация и Съюза на македонските емигрантски организации от януари 1923 година.
В 1920-те години е в българската легация в Тирана, Албания, като в 1928 година временно я завежда.
Умира на 15 февруари 1935 година в София. Апостол Грежов е баща на българския режисьор Борис Грежов.